# Premio Abanderados de la Argentina Solidaria
Premio Abanderados de la Argentina Solidaria es un especial anual de televisión emitido por Canal 13creado para reconocer a aquellos argentinos que se destacan por su labor solidaria.El ciclo comenzó en el año 2010. En el año 2024, celebró su edición número quince. En la actualidad, se transmite por el noticiero Mediodía noticias y cuenta con una Gala Final en la que se reconoce a los finalistas y se da a conocer al Abanderado del Año. 
En la edición del año 2016, se comenzó a entregar el reconocimiento al Joven Abanderado.Una categoría especial creada para reconocer y difundir el ejemplo de argentinos menores de 18 años que trabajan para los demás.

## Etapas del Premio

### Postulación de candidatos
En la fase inicial el público postula a candidatos de todo el país a través del sitio oficial del Premio. Todos los años se reciben miles de postulaciones provenientes todas las provincias argentinas.

### Selección de los Abanderados
El Jurado de Honor, compuesto por referentes del área académica, empresaria, religiosa y cultural, selecciona a los 8 Abanderados de la Argentina Solidaria.Para esta tarea el Jurado cuenta con el asesoramiento de  Ashoka Argentina.

### Filmación y emisión de las historias
Se realiza un micro documental sobre la vida, el proyecto de cada Abanderado. Se los difunde por el Notitrece y las redes sociales.

### Votación del Abanderado del Año
Tras la emisión de las ocho historias, comienza la etapa de la votación que se extiende por un período de dos semanas. La misma se lleva a cabo a través de la página web oficial del Premio. El Abanderado más votado por el público es nombrado Abanderado del Año y recibe un Premio monetario para continuar con su obra.

### Gala Final
Televisada por Canal 13y cada año cuenta con la participación de reconocidos artistas, deportistas y figuras de la televisión. Durante la Gala se entregan los Premios a los Abanderados seleccionados y se revela cuál fue la historia más votado por el público, consagrando al Abanderado del Año.

## Ganadores del Premio

### Abanderados 2010
- María Elvira Dezeo de Nicora. Fundación Emmanuel: fortalecimiento y acogimiento familiar. La Plata y Ciudad de Buenos Aires.
- Pedro Segundo Diaz. Proyecto de donaciones: padrinazgo de comunidades rurales. Córdoba, Santiago del Estero, Chaco.
- Elena Durón Miranda. Proyecto PETISOS: erradica el trabajo infantil. Bariloche, Río Negro.
- Pedro "Ringo" Franco. Asociación Quilmeña Deporte y Salud: deporte para la inclusión social. Quilmes, Provincia de Buenos Aires.
- Martín Miguel Gómez. Academia solidaria de Arte: arte y cultura para la inclusión social. Villa Allende, Córdoba
- Edith Grynszpancholc. Fundación Flexer: acompaña a chicos con cáncer. Ciudad de Buenos Aires.
- Catalina Hornos. Haciendo camino Asociación civil: desnutrición. Añatuya, Santiago del Estero.
- Marcos Julianes. Virreyes Rugby Club] integración a través del deporte. Virreyes, Gran Buenos Aires.
- Estela Lemes. Directora de Escuela Rural: desarrollo comunitario. Costa Uruguay Sur, Entre Ríos.
- Sigfrido "Chifri" Moroder. Fundación Alfarcito: desarrollo comunitario. Quebrada del Toro, Salta. Ganador del Premio al Abanderado del Año.
- Beatriz Pellizzari. La Usina Asociación Civil: discapacidad. Ciudad de Buenos Aires.
- Jorge Strada. Papelnonos: adultos mayores. Mar del Plata.

### Abanderados 2011
- Leila Abdala. Fundación Minka: inclusión y discapacidad. San Miguel de Tucumán, Tucumán.  Ganadora del Premio a la Abanderada del Año.
- Rubén Calabretta. Fundación Esperanza Vida: contención para familiares de presos. Devoto, Ciudad de Buenos Aires.
- Silvia Casas. Casa MANU: hogar para niños con SIDA. Monte Grande, Gran Buenos Aires.
- Gustavo Farruggia. Fundación La Higuera: pediatría ambulatoria. Miraflores y Espinillo, Chaco.
- Stella Maris Galván. Grupo Zoolidarios: voluntariado de zooterapia. Esperanza, Santa Fe.
- Facundo Garayoa. FONBEC]- Fondo de Becas: educación y padrinos. Córdoba, Jujuy y otras.
- Derna María Isla. Fundación Allegro Argentina: escuelas Orquesta para la inclusión. Rosario, Santa Fe.
- Asunción Regalado. Enfermera voluntaria: salud rural. Colonia Carloscar, Misiones.
- Nidia Soto. Brazos Abiertos: hogar y comedor comunitario. Las Heras, Mendoza.
- Isabel Trujillo. Agrupación Chicos de la Plaza: desarrollo comunitario. Bahía Blanca.
- Alberto Vadillo. Grupo de Ayuda a Chaco: transporte de donaciones. Chaco.
- Julio Zarza. Mundo Villa: comunicación inclusiva en las villas. Villas 21/24, 31, Ciudad de Buenos Aires.

### Abanderados 2012
- Adriana Ayala. Correntinos hasta la Médula: donación de médula. Corrientes, Argentina y el mundo.
- Myrta Cabana. Darlocab: Víctimas indefensas de Jujuy. San Salvador de Jujuy.
- Dolores Oliva. Con Alma Asociación Civil: atención de zoonosis. Periferia de La Plata.
- Fredy Pérez. Pequeños Milagros: hogar para niños en riesgo. Posadas, Misiones.
- Gustavo Pintos. La Doble Ayuda: desarrollo de escuelas rurales. Entre Ríos, Corrientes, Chaco.
- Rosario Quispe. Fundación Warmi: desarrollo comunitario. Abra Pampa y Puna, Jujuy.
- Víctor Hugo Russo.El Pobre de Asís: gente de la calle y riesgo social. CABA.
- Javier Ureta. Cascos Verdes discapacidad y medioambiente. CABA y Provincia de Buenos Aires. Ganador del Premio al Abanderado del Año.

### Abanderados 2013
- María Valeria Atela. Orquesta-Escuela: música e Inclusión Social. Chascomús, Buenos Aires.
- Elena Cataldi. Equinoterapia del Azul: discapacidad: equinoterapia. Salta.
- Jorge De All. Cuerpo y Alma: acceso a la salud, diagnóstico y prevención. Chaco.
- Gloria Muñoz. La Posada: hogares para personas con VIH. San Miguel y José C. Paz.
- Aníbal Ojeda. Fundación Rioja: asistencia y cirugía niños con labio leporino. La Rioja.
- Mario Raimondi. El Desafío: desarrollo comunitario. Rosario, Santa Fe. Ganador del Premio al Abanderado del Año.
- Carlos Sica. Emergencias PsicoSociales: auxilio psicológico en emergencias. CABA.
- Verónica Torassa. ProMeCer: desarrollo de comunidades rurales. Azul, Provincia de Buenos Aires.

### Abanderados 2014
- Antonio Anzalaz. FUNDANOA: oftalmología en zonas aisladas. La Rioja.
- Guadalupe Colque. Fundación H.O.Pe: contención de niños con cáncer. Ciudad de Salta. Ganadora del Premio a la Abanderada del Año.
- Laura De Brun. Hogares ConVivencias: hogares para niños y adolescentes víctimas de abusos. La Matanza, Provincia de Buenos Aires.
- María Eugenia Elías. ONEMEN : orquesta para jóvenes con discapacidades . Godoy Cruz, Mendoza
- Carina Morillo. Brincar: contención y estimulación de niños autistas. Ciudad de Buenos Aires
- Matías Najún. Hospice Buen Samaritano: cuidados paliativos. Pilar, Provincia de Buenos Aires
- Ricardo Niz. Cooperativa El Correcamino: inclusión social y medio ambiente. Ciudad de Buenos Aires
- Gonzalo Vidal Meyrelles. Prójimo: agencia-escuela de publicidad inclusiva. San Isidro, Provincia de Buenos Aires

### Abanderados 2015
- Alejandro Deane. Fundación SIWOK: acceso al agua y desarrollo comunitario en comunidades Wichi. Salta.
- Sergio Jurado. SOJ: Sistema de Orquestas Juveniles. Contención a través de la música. Jujuy.
- Inés Medrano. Centro Comunitario Esperanza: comedor y centro integral de desarrollo. Córdoba.
- Tomás Montemerlo. Voy Con Vos: educación en zonas rurales. Tres Isletas, Chaco. Ganador del Premio al Abanderado del Año.
- María José Müller. Amplitud: radio, comunicación e inclusión. CABA..
- Marita Nabais. Grupo Esperanza: discapacidad e inclusión. Campana, Provincia de Buenos Aires
- José Luis Pellucchi. Asociación Civil Payamédicos: asistencia médica humanizada. CABA y Provincia de Buenos Aires.
- Susana Roldán. Una Gota de Salud: atención médica en zonas rurales. Provincia de Córdoba.

### Abanderados 2016
- Ana Argento Nasser. Por Igual Más: comunicación y discapacidad. Ciudad de Córdoba.
- Diego Bustamante. Pata Pila: desnutrición y desarrollo comunitario. Tartagal, Salta.
- Alicia Félix. Hospice La Piedad: cuidados paliativos. Esperanza, Santa Fe. Ganadora del Premio a la Abanderada del Año.
- Oscar Ghillione. Enseñá por Argentina: educación e inclusión social. CABA, Provincia de Buenos Aires, Salta y Córdoba.
- Pierre Herrouët. Solar Inti: Tecnología y desarrollo social. Provincia de Salta.
- Eduardo "Coco" Oderigo. Fundación Espartanos: reinserción de presos a través del deporte. Provincia de Buenos Aires.
- Victoria Viel Temperley. Donde quiero Estar: salud, arte y contención de pacientes oncológicos. CABA y provincia de Buenos Aires.
- Luz Vergara. Familias Abiertas: familias de acogimiento. Bella Vista, Provincia de Buenos Aires.

### Abanderados 2017
- Víctor Bardeci. Unidos Para Ayudar: Inclusión integral de niños. CABA y GBA.
- Aldana Di Costanzo. Fundación Aiken: Acompañamiento psicológico de niños en duelo.  CABA y GBA.
- Cristina Dolores Exeni. Vivir y Amar con Esperanza (VYACE): Discapacidad e inclusión. Salvador Mazza, Salta.
- Santos García Ferreira. Fundación Íconos: Salud y desarrollo comunitario. Traslasierra, Córdoba. Ganador del Premio al Abanderado del Año.
- Claudia Gómez Costa. Aprendiendo Bajo la Cruz del Sur: Educación y tecnología. Todo el país.
- Felipe Lobert.  Fundación Huerta Niño: Educación y nutrición. Todo el país.
- Nathalie Stevens. La Fundación de los Colores: Empleo y microemprendimientos. Buenos Aires.
- Nancy Uguet. Refugio Uguet Mondaca: hogar de contención. Burzaco.

### Abanderados 2018
- Maximiliana Aubi. Casa Angelman: Discapacidad: contención e inclusión. Tigre, GBA.
- Ricardo Bennun.  Asociación Piel: Salud: cirugía plástica infantil. Avellaneda, GBA
- José Boggiano. Grupo ENASHU: Salud: Asistencia Humanitaria. Norte argentino.
- Claudio Cáceres. Fundación Pueblos Nativos: Salud y necesidades básicas. Salta.
- Pablo Castaño. Sumando Energías: Vivienda: construcción de duchas solares. Pilar, GBA. Ganador del Premio al Abanderado del Año.
- Emilce Jacobchuk. Orquesta Alas del Viento: Música e inclusión social. General Alvear, Mendoza.
- Cecilia Lasserre. Un Lugar de Esperanza: Violencia doméstica: refugio y contención. San Salvador de Jujuy.
- Matías Nicolini. Módulo Sanitario: Vivienda: construcción de módulos sanitarios. GBA.

### Abanderados 2019
- Anabella Albornoz. Suma de Voluntades: necesidades básicas, contención. Paraná, Entre Ríos.
- Andrea Casamento. ACIFAD: Contención familiares de personas detenidas. CABA Y GBA.
- Juan Chalbaud. Monte Adentro: desarrollo comunitario rural. Maipú, Chaco. Ganador del Premio al Abanderado del Año.
- Germán Laborda. Fundación Empate: Discapacidad, deporte y arte. Córdoba capital.
- Mariano Masciocchi. ¿Me regalás una hora?: Salud (acceso, prevención y contención). CABA y GBA.
- Margarita Medina. Alas de Águila: contención integral de niños y jóvenes. Jujuy.
- Felicitas Meilán. Cuerdas Azules: salud, contención. CABA.
- Carlos Rais. Fundación Solatium Patagonia: salud, cuidados paliativos. Cipolletti, Río Negro.

### Abanderados 2020 - Edición Especial COVID
- Gerónimo Cabrera. Te doy una mano: Máscaras donadas con impresión 3D. Todo el país.
- Estanislao Gómez Minujín. Convidarte: Entrega de viandas. CABA y GBA. Ganador del Premio al Abanderado del Año.
- Valeria Martínez. Mantener el vínculo Escuela-Familia: Educación Rural. Los Miches, Neuquén.
- Lucas Manuel Sala. Doná Tecnología - CAECUSLab: Tecnología e Inclusión educativas. Córdoba Capital.
- Pabla Marcelina Villalba. Red de Costureras del Pilar: Costura de barbijos y camisolines. Pilar, Buenos Aires.

## Joven Abanderado
Milagros Aumada, 16 años, recibió el reconocimiento a la Joven Abanderada 2016 por su trabajo en La Rioja. Junto a sus compañeros de escuela comenzó el “Roperito Misionero del Estrada”. Recopilan donaciones de ropa, la reparan y la llevan a quienes más lo necesitan en su pueblo San Blas de Los Sauces.
Uriel Ghigo, 16 años, recibió el reconocimiento al Joven Abanderado 2017, por su trabajo en San Francisco, Córdoba. Tras la muerte de su hermano, junto a su familia fundaron la Asociación Civil Kevin donde el brinda capacitaciones de RCP y primeros auxilios. Su misión es concientizar y transformar a cualquiera, sin importar su edad ni condición, en una persona capaz de responder en una situación de emergencia y salvar vidas.
Celeste Iannelli,16  años, recibió el reconocimiento a la Joven Abanderada 2018. A partir de su diagnóstico de leucemia en agosto de 2016, Celeste tomó real conciencia del valor de su vida y de la facilidad con la que se puede ayudar a salvar la de otros. Por eso, a través de videos de Youtube y su cuenta de Instagram, comparte sus experiencias, reflexiones y consejos para informar y motivar a quienes están pasando por una situación similar o a quienes simplemente se inspiran con su testimonio. Además, idea campañas para hacer énfasis en la importancia de la donación de médula ósea para salvar la vida de otros pacientes.
Martina Rocca, 13 años, recibió el reconocimiento a la Joven Abanderada 2019, por su trabajo en Tierra del Fuego. Perdió a su papá a los 7 años y decidió empezar a donar su pelo para que nadie más sufriera. Creó junto a su mamá, la organización Dar+ Pelucas Oncológicas, desde donde reciben donaciones de cabello para confeccionar pelucas y ofrecerlas de manera gratuita a pacientes oncológicos.  
Santiago Lazarte, 11 años, recibió el reconocimiento a la Joven Abanderada 2020 - Edición Especial COVID. Es de Córdoba capital y a los 2 años, le diagnosticaron leucemia y su experiencia transitando sus días en el hospital, sembró la semilla de lo que sería su proyecto solidario después: “Dibujando Sonrisas”. Diseña revistas didácticas que contienen chistes, adivinanzas, cuentos escritos por él y todo hecho con su puño y letra. Por el aislamiento social y preventivo, logró entregar algunas revistas físicas en los hospitales, pero la mayoría de ellas las envió de manera online e hizo videos disfrazado como el Dr. Risa para seguir acompañando a los chicos.     

## Jurado de Honor
Jurado 2010
Margarita Barrientos, Gabriel Castelli, José Orlando, Soledad Pastorutti, Javier “Pupi” Zanetti, Daniel Pomerantz, Enrique Valiente Noailles.
Jurado 2011
Valeria Mazza, Javier “Pupi” Zanetti, Abel Albino, Bernardo Kliksberg, Padre Chifri, Gabriel Castelli, Daniel Pomerantz, Adolfo Brennan.
Jurado 2012
Leila Abdala, Gabriel Castelli, Andy Freire, Daniel Pomerantz, Agustín Salvia, Victoria Shocrón y Javier “Pupi” Zanetti.
Jurado 2013
Horacio Cristiani, Carlos March, Daniel Pomerantz, Rosario Quispe, Inés Sanguinetti, Carlos Tramutola y Javier “Pupi” Zanetti.
Jurado 2014
Pedro Brandi, Horacio Cristiani, Jorge de All, Jorge Gronda, Guillermina Lazzaro, Daniel Pomerantz, Enrique Shaw y Javier “Pupi” Zanetti.
Jurado 2015
Julio Aranovich, Marita Carballo, Horacio Cristiani, Edith Grynszpancholc, Guillermo Murchison, Daniel Pomerantz y Javier “Pupi” Zanetti.
Jurado 2016
Horacio Cristiani, Silvia Fesquet, Juan José Llach, Rodolfo Montes de Oca, Beatriz Pellizzari, Daniel Pomerantz y Javier “Pupi” Zanetti.
Jurado 2017
Beatriz Balián, Horacio Cristiani, Catalina Hornos, Alejo Nitti, Carlos Pérez, Daniel Pomerantz y Javier "Pupi" Zanetti.
Jurado 2018
Manuel Álvarez Trongé, Damián Fernández Pedemonte, Chani Guyot, Cristina Miguens, Carina Morillo, Luciano Ojea Quintana, Diego Pando, Daniel Pomerantz y Javier "Pupi" Zanetti.
Jurado 2019
Eduardo Caride, Helena Cataldi, Daniel Pomerantz, Silvia Torres Carbonell, Luciano Ojea Quintana, Roby Souviron, Javier "Pupi" Zanetti.
Jurado 2020
Mercedes C. Oris de Roa, Juan Collado, Iván Ferrando, Constanza Gorleri, Matías Najún,Luciano Ojea Quintana, Daniel Pomerantz, Javier "Pupi" Zanetti.

## Distinciones Recibidas
- FUND TV 2011: Mención Especial.
- Premios RSC 2012: Mención de Honor.
- FUND TV 2013: Premio categoría Promoción Humana y Social.
- FUND TV 2014: Premio categoría Promoción Humana y Social.
- FUND TV 2017: Premio categoría Promoción Humana y Social.
- FUND TV 2018: Mención de Honor, 10 años.